# Serpotortella chenagonii
Serpotortella chenagonii là một loài rêu trong họ Serpotortellaceae. Loài này được (Renauld & Cardot) W.D. Reese & R.H. Zander mô tả khoa học đầu tiên năm 1987.